# Odnarda nigropuncta
Odnarda nigropuncta är en fjärilsart som beskrevs av George Francis Hampson 1892. Odnarda nigropuncta ingår i släktet Odnarda och familjen tandspinnare. Inga underarter finns listade i Catalogue of Life.